# Linia kolejowa nr 377
Linia kolejowa nr 377 – jednotorowa, niezelektryfikowana linia kolejowa znaczenia miejscowego łącząca stację Gniezno Winiary ze stacją Sława Wielkopolska.
W 1995 roku zawieszono przewozy pasażerskie, a w 2000 towarowe. W październiku 2007 Operator Logistyczny Paliw Płynnych sp. z o.o. przeprowadził na własny koszt remont linii na odcinku z Gniezna do Stawian i dalej do Rejowca, gdzie znajdują się zbiorniki. W 2018 zarządca przeprowadził remont między dawnym przystankiem osobowym Olekszyn a stacją Stawiany. W listopadzie 2024 rozpoczęły się zaawansowane rozmowy w sprawie wznowienia ruchu pasażerskiego. 